# An Kum-ae
An Kum-Ae (Pyongyang, 3 de junho de 1980) é uma judoca e campeã olímpica norte-coreana que conquistou a medalha de ouro na categoria até 52 kg dos Jogos Olímpicos de Londres 2012.. Também foi medalhista de prata nos Jogos Olímpicos de Verão de 2008 em Pequim.